# Hibatullah Achundzada
Hibatullah (lub Hajbatullah) Achundzada (paszto ‏ھیبت الله اخوندزاده‎; ur. prawdopodobnie 1961 w południowym Kandaharze) – afgański duchowny islamski, przywódca (emir) ruchu talibów od 2016, od upadku Kabulu 15 sierpnia 2021 faktyczny przywódca Afganistanu.

## Życiorys
Pochodzi z plemienia Nurzaj z południowego Kandaharu. Większość życia spędził w Afganistanie, nie podróżował, utrzymywał jedynie kontakty z organizacją talibów z Kwety w Pakistanie. Do fundamentalistów islamskich przyłączył się po radzieckiej interwencji w Afganistanie, jednak prawdopodobnie nie brał bezpośredniego udziału w walce zbrojnej z armią radziecką. Według innego źródła związał się z talibami dopiero po wycofaniu wojsk radzieckich. W latach rządów talibów w Afganistanie (1996-2001) pracował w wymiarze sprawiedliwości, początkowo w prowincji Farah. Po zajęciu przez talibów Kandaharu zasiadał w utworzonym przez nich trybunale wojskowym dla tej prowincji, później powierzono mu stanowisko przewodniczącego trybunału wojskowego w prowincji Nagarhar. Doszedł do stanowiska przewodniczącego sądu wojskowego talibów i zastępcy przewodniczącego sądu najwyższego. Po obaleniu rządów talibów przez Amerykanów wszedł do rady uczonych islamskich przy dowództwie ruchu.
Od 2013 był zastępcą przywódcy (emira) ruchu talibów i nadal stał na czele prowadzonych przez nich sądów. Jako islamski uczony miał według niektórych źródeł prowadzić w pobliżu Kwety szkołę religijną dla talibów. Jest ponadto autorem większości fatw wydawanych przez talibów. Jego wypowiedzi i dekrety w sprawach religijnych były wykorzystywane przez dowodzącego talibami Achtara Mansura jako uzasadnienie dla podejmowanych działań.
Achundzada został wybrany na nowego przywódcę ruchu talibów po śmierci mułły Achtara Mansura, który zginął w zorganizowanym przez Stany Zjednoczone ataku drona. Jego wybór nie został uznany przez jedno ze skrzydeł ruchu, co odzwierciedla głębokie podziały w nim.